# Mercado de corros

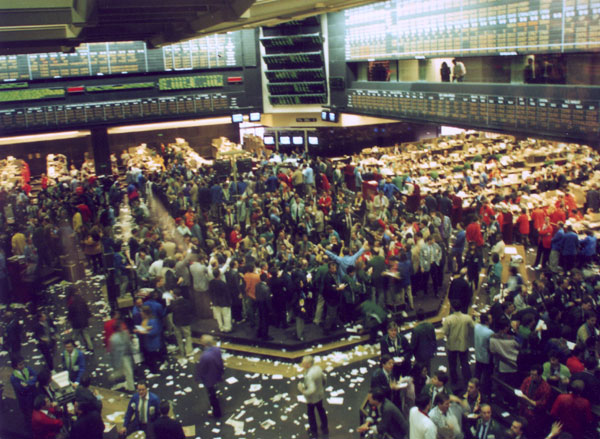
En el centro, círculo de negociación del Chicago Board of Trade

El mercado de corros es una modalidad de negociación bursátil en la que el cruce de operaciones se asocia al intercambio de órdenes por medios tradicionales. Su funcionamiento se asemeja al de una subasta, siendo la primera modalidad de funcionamiento en bolsa.

## Tipología
Esta modalidad, se sujeta a los parámetros organizativos de los grupos de impulso en el ámbito de la capitalización bursátil. 
Un mercado de corros se estructura a partir de un espacio físico, donde los agentes ejercen roles de oferente y/o demandante de valores previamente admitidos para, mediante su intercambio, racionalizar las sinérgias de las sociedades cotizadas.

## Vigencia
La Bolsa de Nueva York conserva la negociación por corros en sesiones que se desarrollan de lunes a viernes, de 9.30 a 16.00 horas. El parqué se compone de 17 corros en los cuales se negocian los valores.
La Bolsa de Tokio, la más importante de Japón y una de las principales plazas mundiales por volumen de negociado, es una referencia obligada para el estudio de los mercados asiáticos. A pesar del gran volumen de sus transacciones mantiene cierto volumen de negociación de transacciones mediante el sistema de corros. 
En España, con este sistema se dejó de operar en su mayoría el 9 de julio de 2009 pasando las empresas cotizadas bajo este sistema a un mercado de corros electrónico y modalidad [fixing]. Pese a ello, algunas compañías como Cementos Molins aún se negocian en el mercado de corros. 